# NGC 5078
NGC 5078 (również PGC 46490) – galaktyka spiralna (Sa), znajdująca się w gwiazdozbiorze Hydry. Odkrył ją William Herschel 28 marca 1786 roku.
W galaktyce tej zaobserwowano supernową SN 1999cz.